# Густав Дерр
Густав Дерр (нім. Gustav Dörr; 5 жовтня 1887, Бліндгаллен — 11 грудня 1928, Штендаль) — німецький льотчик-ас, лейтенант Прусської армії (вересень 1918). Кавалер ордена Pour le Mérite.

## Біографія
Батько Густава займався будівництвом. Закінчивши будівельну школу, у 1905 році вступив на роботу на фірму Крупп в Ессені та вивчав машинобудування.
Восени 1908 р. був призваний на військову службу, яку проходив у 176-му піхотному полку в Торі. За рік отримав звання єфрейтора, на другому році служби – унтерофіцера. 20 серпня 1914 році брав участь у битві біля Гумбіннена, де був тяжко поранений. У грудні повернувся до ладу, але 17 лютого 1915 рлку під час форсування річки Равка отримав колоте поранення у праве стегно. 1 травня 1915 року був виписаний зі шпиталю та направлений до запасного батальйону 176-го піхотного полку.
Після звернення військового міністерства до військовослужбовців у травні 1915 року написав рапорт із проханням навчання на льотчика. У липні його прохання було задоволене, і Дерр був направлений у Деберіц. Навчання проходило в Деберітці та Готі у 3-му льотному запасному дивізіоні і закінчилося в лютому 1916 року. 10 березня 1916 року Дерр був направлений до авіапарку B на Західний фронт. 18 березня 1916 року переведений у 68-й льотний дивізіон в Габсгаймі. У липні 1916 року перед битвою на Соммі разом зі своїм спостерігачем оберлейтенантом Зергером отримав призначення у 6-й льотний дивізіону. Літаючи в дивізіоні, реорганізованому в травні 1917 року в 257-й льотний дивізіону, у червні 1917 року після повітряного бою, в якому загинув його спостерігач лейтенант Бон, Дерр пережив падіння літака з висоти 1400 м, отримавши множинні переломи нижньої щелепи. Після тримісячного лікування в університетській клініці в Галле направлений в 1-й льотний запасний дивізіон в Альтенбурзі. З листопада 1917 по лютий 1918 року був льотчиком-випробувачем на верфі. 22 грудня 1917 року отримав звання заступника офіцера. 
У лютому 1918 року добровільно перевівся льотчиком-винищувачем на Західний фронт, потрапивши до складу 45-0ї винищувальної ескадрильї 5-ї армії. 17 березня 1918 року, під час свого другого бойового вильоту як льотчик-винищувач, після тривалого нерівного бою (7 німецьких проти 26 англійських та французьких літаків) збив англійський одномісний літак Sopwith недалеко від Вердена. Пізніше 45-та винищувальна ескадрилья була надана 7-й армії. У квітні 1918 року Дерр першим у своїй ескадрильї здобув свою другу перемогу. 28 травня 1918 року у бою проти групи бомбардувальників, під час якого він здобув свою третю перемогу, його літак спалахнув, і Дерр здійснив вимушену посадку між французькими та німецькими окопами, що віддалялися один від одного не більше ніж на 500 м, переживши аварію з невеликими опіками.
Всього за час бойових дій здобув 35 перемог, ще 4 залишились непідтвердженими.
Після організації повітряного транспорту в Німеччині, Дерр працював пілотом у Люфтганзі, налітавши до 1928 року 580 000 км. 11 грудня 1928 року тримоторний Junkers G 3 D 1473 «Rheinland», яким керував Дерр, з невідомої причини впав біля Штендаля. Єдиний пасажир залишився живим. Льотчик Дерр, бортмеханік Мюллер та радист Оргель загинули у вогні. Похований на кладовищі Інваліденфрідгоф в Берліні.

## Нагороди
- Залізний хрест
  - 2-го класу (7 квітня 1916)
  - 1-го класу (17 квітня 1917)
- Нагрудний знак військового пілота (Пруссія)
- Золотий хрест «За військові заслуги» (29 серпня 1918)
- Pour le Mérite (17 січня 1919)